# Zabytki w powiecie monieckim

Herb powiatu monieckiego

Zabytki w powiecie monieckim – mimo że ta jednostka administracyjna ma stosunkowo krótkie dzieje, obejmuje tereny mogące poszczycić się historycznymi obiektami. Na terenie powiatu monieckiego znajdują się m.in. dwa miasta o kilkusetletniej tradycji, Goniądz i Knyszyn. Stolica powiatu, Mońki, jest miastem od 1965 r.
Podany artykuł prezentuje zabytki wpisane do wojewódzkiego rejestru lub ewidencji zabytków. Niektóre z obiektów mogą już nie istnieć lub zatracić cechy swoiste.

## Zabytki wpisane do wojewódzkiego rejestru zabytków

### Gmina Knyszyn
| Zdjęcie | Miejscowość         | Nazwa                                                      | Nr i data w rejestrze  |
| ------- | ------------------- | ---------------------------------------------------------- | ---------------------- |
|         | Kalinówka Kościelna | Kościół parafialny pw. św. Anny, 1776                      | 188 (194) z 29.12.1964 |
|         | Kalinówka Kościelna | Cmentarz rzymskokatolicki, początek XIX w.                 | A-117 z 20.12.1995     |
|         | Kalinówka Kościelna | Lamus, początek XIX w.                                     | 129 (135) z 22.11.1958 |
|         | Knyszyn             | teren części miasta, XVI w.                                | 74 (80) z 10.01.1967   |
|         | Knyszyn             | Kościół parafialny pw. św. Jana Ewangelisty, 1520, 1710 r. | 203 z 20.10.1966       |
|         | Knyszyn             | Lamus plebański, początek XIX w.                           | : 17(23)z 22.01.1953   |
|         | Knyszyn             | Budynek szpitalny, 1910                                    | A-225 z 19.03.2009     |
|         | Knyszyn             | Dom drewniany, ul. Kościelna 6, 2. połowa XVIII w.         | 389 z 14.02.1977       |
|         | Knyszyn             | Pozostałości parku dworskiego, XVI w.                      | 637 z 25.11.1986       |
|         | Knyszyn             | Cmentarz żydowski                                          | A-629, z 19.11.2019    |
|         | Ogrodniki           | Park, XIX w.                                               | 635 z 25.11.1986       |
|         | Ogrodniki-Kolonia   | Park dworski, XIX w.                                       | 636 z 10.12.1986       |

### Gmina Krypno
| Zdjęcie | Miejscowość      | Nazwa                                                   | Nr i data w rejestrze |
| ------- | ---------------- | ------------------------------------------------------- | --------------------- |
|         | Krypno Kościelne | Kościół parafialny pw. Narodzenia NMP, 2. połowa XIX w. | A-122 z 26.09.1988    |
|         | Krypno Kościelne | Cmentarz kościelny                                      | A-122 z 26.09.1988    |
|         | Krypno Kościelne | Ogrodzenie z kaplicami                                  | A-122 z 26.09.1988    |
|         | Morusy           | Dom (chałupa), 2. połowa XIX w.                         | 46 5 z 28.08.1979     |
|         | Morusy           | Stodoła, początek XX w.                                 | 466 z 28.08.1979      |

### Gmina Mońki
| Zdjęcie | Miejscowość | Nazwa                                                                               | Nr i data w rejestrze |
| ------- | ----------- | ----------------------------------------------------------------------------------- | --------------------- |
|         | Mońki       | Kościół parafialny pw. MB Częstochowskiej i św. Kazimierza, 1921-1935, 1957-1958 r. | 819 z 30.09.1996      |
|         | Mońki       | Dworzec kolejowy, ul. Dworcowa, mur., l.30. XX w.                                   | A-448 z 19.09.2012    |
|         | Mońki       | Budynek kolejowy, mur., 1905 r.                                                     | A-618 z 29.01.2019    |
|         | Sikory      | Dwór, XVIII w.                                                                      | 388 z 12.02.1977      |
|         | Sikory      | Teren d. ogrodu i sadu, XVIII w.                                                    | 388 z 12.02.1977      |
|         | Sikory      | Młyn wodny, 1935 r.                                                                 | 367 z 1.08.1975       |

### Gmina Trzcianne
| Zdjęcie | Miejscowość    | Nazwa                                                        | Nr i data w rejestrze |
| ------- | -------------- | ------------------------------------------------------------ | --------------------- |
|         | Brzeziny       | Kaplica cmentarna, 2. połowa XIX w.                          | A-118 z 31.08.1987    |
|         | Brzeziny       | Ogrodzenie z bramą, połowa XIX w.                            | A-118 z 31.08.1987    |
|         | Giełczyn       | Kościół parafialny pw. Nawiedzenia NMP, 1777 r.              | A-311z 11.10.1985     |
|         | Giełczyn       | Cmentarz kościelny                                           | A-311z 11.10.1985     |
|         | Mroczki        | Aleja dojazdowa do dworu, 1. połowa XIX w.                   | 232 z 12.09.1986      |
|         | Giełczyn – Gać | Cmentarz rzymskokatolicki,                                   | A-120 z 31.08.1987    |
|         | Trzcianne      | Kościół parafialny pw. śś. Piotra i Pawła, 1846, 1948 – 1949 | A-355 z 7.03.1988     |
|         | Trzcianne      | Dzwonnica, 3. ćw. XIX w.                                     | A-355 z 7.03.1988     |
|         | Trzcianne      | Ogrodzenie z bramami, XIX w.                                 | A-355 z 7.03.1988     |
|         | Trzcianne      | Cmentarz rzymskokatolicki (część)                            | A-128 z 31.08.1987    |
|         | Trzcianne      | Dwór, ul. 1 maja 1, 1924 r.                                  | A-495 z 12.08.1993    |

### Gmina Goniądz
| Zdjęcie | Miejscowość      | Nazwa | Nr i data w rejestrze            |
| ------- | ---------------- | --- | -------------------------------- |
|         | Downary          | Kościół parafialny pw. MB Anielskiej, 1926-30                                                                                | A-16 z 19.12.2000                |
|         | Downary          | Plebania | A-16 z 19.12.2000                |
|         | Goniądz          | Układ przestrzenny miasta | A-411 z 18.07.1990               |
|         | Goniądz          | Kościół parafialny pw. św. Agnieszki, 1924-31                                                                                | 94 z 23.04.1981                  |
|         | Goniądz          | Kaplica pw. św. Floriana, 1864 r.                                                                                            | 95 z 23.04.1981                  |
|         | Goniądz          | Cmentarz rzymskokatolicki (najstarsza część)                                                                                 | A-119 z 8.04.1988                |
|         | Goniądz          | Mauzoleum | A-119 z 8.04.1988                |
|         | Goniądz          | Kaplica pw. Świętego Ducha, 1907 r.                                                                                          | A-119 z 23.04.1981               |
|         | Osowiec-Twierdza | Twierdza Osowiec, 1882 – 92 - Fort I „Góra Skorbielewa” - Fort II „pozycja zarzeczna” - Fort III „szwedzki” - Fort IV „nowy” | A-551 z 9.10.1998 i z 23.11.2010 |

### Gmina Jasionówka
| Zdjęcie | Miejscowość | Nazwa | Nr i data w rejestrze |
| ------- | ----------- | --- | --------------------- |
|         | Jasionówka  | Układ przestrzenny miejscowości z terenem zespołu dworskiego Wołłowiczów, XVI-XIX - Cmentarz rzymskokatolicki | 531 z 23.06.1986      |
|         | Jasionówka  | Kościół parafialny pw. Świętej Trójcy, 1553, 1870-1880 r.                                                     | 202 z 20.10.1986      |
|         | Jasionówka  | Kaplica cmentarna, 1832-1833                                                                                  | 713 z 28.10.1988      |
|         | Jasionówka  | Cmentarz żydowski, 1800 r.                                                                                    | 749 z 31.12.1990      |
|         | Krzywa      | Rządcówka, 1. połowa XIX w.                                                                                   | A-15 z 20.11.2000     |

### Gmina Jaświły
| Zdjęcie | Miejscowość     | Nazwa | Nr i data w rejestrze                             |
| ------- | --------------- | --- | ------------------------------------------------- |
|         | Brzozowa        | Zespół kościoła parafialnego: - Kościół parafialny pw. św. Jana Chrzciciela, 1859-1869 - Dzwonnica, 1859-1869 - d. cmentarz przy kościele, XVII-1898 r. - ogrodzenie z bramami, k. XIX w. | A-400 z 16.03.2012 (kościół – A-401 z 26.04.1988) |
|         | Dolistowo Stare | Kościół parafialny pw. św. Wawrzyńca, XVIII w. | 201 z 20.10.1966                                  |
|         | Dolistowo Stare | Kaplica cmentarna na cmentarzu rzymskokatolickim, 1820 r. | A-8 z 31.12.1999                                  |
|         | Dzięciołowo     | Kaplica pw. św. Floriana, po 1830 r. | A-458 z 2.08.2012                                 |
|         | Mikicin         | Dwór, 1847 r. | 103 (109) z 6.03.1958                             |
|         | Mikicin         | Park | 574 z 18.12.1986                                  |

## Zabytki wpisane do wojewódzkiej ewidencji zabytków[2]
Uwaga – część wpisów w ewidencji może powtarzać się z wpisami w rejestrze lub ewidencji. Poniższe tabele mogą różnić się od ewidencji w miejscach, gdzie wydają się powtórzeniami (także względem ewidencji).

### Gmina Knyszyn
| Zdjęcie | Miejscowość         | Nazwa                                                     |
| ------- | ------------------- | --------------------------------------------------------- |
|         | Chobotki            | Dwór                                                      |
|         | Chobotki            | Park we wsi                                               |
|         | Chobotki            | Park na kolonii                                           |
|         | Kalinówka Kościelna | Brama – dzwonnica kościelna                               |
|         | Kalinówka Kościelna | Cmentarz przykościelny                                    |
|         | Kalinówka Kościelna | Brama przejazdowa na cmentarz parafialny                  |
|         | Kalinówka Kościelna | Wiatrak paltrak                                           |
|         | Knyszyn             | Cmentarz rzymskokatolicki                                 |
|         | Knyszyn             | Cmentarz prawosławny                                      |
|         | Knyszyn             | Cmentarz ewangelicki                                      |
|         | Knyszyn             | Cmentarz żydowski                                         |
|         | Knyszyn             | Dom mieszkalny nr 89 ul. Grodzieńska nr 89                |
|         | Knyszyn             | Dom mieszkalny nr 2 ul. Legionowa nr 2                    |
|         | Knyszyn             | Dom mieszkalny ul. Rynek nr 4                             |
|         | Knyszyn             | Dom mieszkalny ul. Rynek nr 3                             |
|         | Knyszyn             | Dom mieszkalny nr 69 ul. Tykocka nr 69                    |
|         | Knyszyn             | Manufaktura tkacka, ob. dom mieszkalny ul. Białostocka 38 |
|         | Knyszyn             | Zespół dworsko-folwarczny (starostów knyszyńskich)        |

### Gmina Krypno
| Zdjęcie | Miejscowość      | Nazwa                                                       |
| ------- | ---------------- | ----------------------------------------------------------- |
|         | Dębina           | Park dworski                                                |
|         | Długołęka        | Chałupa nr 87 Długołęka 87                                  |
|         | Krypno Kościelne | Dawna kostnica przy kościele parafialnym pw. Narodzenia NMP |
|         | Rekle            | Spichlerz w zagrodzie nr 6 Rekle nr 6                       |

### Gmina Mońki
| Zdjęcie | Miejscowość | Nazwa                                  |
| ------- | ----------- | -------------------------------------- |
|         | Hornostaje  | Cmentarz wojskowy z II wojny św.       |
|         | Hornostaje  | Park dworski                           |
|         | Jaśki       | Cmentarz wiejski rzymskokatolicki      |
|         | Kosiorki    | Dom mieszkalny Kosiorki nr 17          |
|         | Mońki       | Plebania wraz z kaplicą Małynicza nr 1 |
|         | Mońki       | Cmentarz przykościelny                 |
|         | Mońki       | Cmentarz rzymskokatolicki              |
|         | Mońki       | Budynek kolejowy                       |
|         | Sikory      | Park dworski                           |
|         | Waśki       | Park dworski                           |

### Gmina Trzcianne
| Zdjęcie | Miejscowość | Nazwa                                                       |
| ------- | ----------- | ----------------------------------------------------------- |
|         | Brzeziny    | Cmentarz rzymskokatolicki                                   |
|         | Laskowiec   | Kościół rzymskokatolicki pw. Najświętszego Serca Jezusowego |
|         | Nowa Wieś   | Zespół folwarczny                                           |
|         | Trzcianne   | Cmentarz przykościelny                                      |

### Gmina Goniądz
Uwaga – w wojewódzkiej ewidencji zabytków użyto nazyw Osowiec zarówno dla oznaczenia obiektów znajdujących się we wsi Osowcu – Twierdzy, jak i we wsi Osowiec. Tak więc np. stacja kolejowa znajduje się we wsi Osowiec – Twierdza, zaś kościół – Osowiec. Oczywiste pomyłki są naprawione.
| Zdjęcie | Miejscowość      | Nazwa |
| ------- | ---------------- | --- |
|         | Downary          | Cmentarz rzymskokatolicki                                                                                                  |
|         | Goniądz          | Młyn wodny „Dołek” ul. Jagiellońska nr 2                                                                                   |
|         | Goniądz          | Dom mieszkalny plac 11 Listopada 1                                                                                         |
|         | Goniądz          | Dom mieszkalny plac 11 Listopada 11                                                                                        |
|         | Goniądz          | Dom mieszkalny plac 11 Listopada 33                                                                                        |
|         | Goniądz          | Dom mieszkalny, ob. siedziba urzędu miasta plac 11 Listopada 38                                                            |
|         | Goniądz          | Dom mieszkalny ul. Mickiewicza 6                                                                                           |
|         | Goniądz          | Dom mieszkalny ul. Stary Rynek 1                                                                                           |
|         | Osowiec-Twierdza | Cmentarz rzymskokatolicki                                                                                                  |
|         | Osowiec-Twierdza | Dworzec kolejowy Osowiec nr 1                                                                                              |
|         | Osowiec-Twierdza | Wieża ciśnień |
|         | Osowiec?         | Ciężki schron bojowy z kopułą pancerną CKM sektora „Osowiec” odcinka „Osowiec”                                             |
|         | Osowiec?         | Brama północna w części północnej fortu                                                                                    |
|         | Osowiec          | Kościół par. pw. Wniebowstąpienia Pańskiego ul. Kościelna                                                                  |
|         | Osowiec-Twierdza | Cmentarz wojskowy |
|         | Wojtówstwo       | Młyn wodno-motorowy (nr 2)                                                                                                 |
|         | Wojtówstwo       | Młyn wodno- motorowy- elektryczny (nr 3)                                                                                   |
|         | Wólka Piaseczna  | Lekki schron bojowy na CKM tradytorowy dwustronny pozycji wysuniętej „Wólka Piaseczna” sektora „Goniądz” odcinka „Osowiec” |
|         | Wólka Piaseczna  | Lekki schron bojowy na CKM tradytorowy dwustronny pozycji wysuniętej „Wólka Piaseczna” sektora „Goniądz” odcinka „Osowiec” |
|         | Wólka Piaseczna  | Lekki schron obserwacyjny pozycji wysuniętej „Wólka Piaseczna” sektora „Goniądz” odcinka „Osowiec”                         |
|         | Wólka Piaseczna  | Lekki schron bojowy na CKM tradytorowy dwustronny pozycji wysuniętej „Wólka Piaseczna” sektora „Goniądz” odcinka „Osowiec” |
|         | Wólka Piaseczna  | Lekki schron obserwacyjny pozycji wysuniętej „Wólka Piaseczna” sektora „Goniądz” odcinka „Osowiec”                         |
|         | Wólka Piaseczna  | Lekki schron bojowy na CKM tradytorowy dwustronny pozycji wysuniętej „Wólka Piaseczna” sektora „Goniądz” odcinka „Osowiec” |

### Gmina Jasionówka
| Zdjęcie | Miejscowość | Nazwa                                                     |
| ------- | ----------- | --------------------------------------------------------- |
|         | Jasionówka  | Park dworski                                              |
|         | Jasionówka  | Stajnia, ob. nieużytkowana w zespole pałacowo – ogrodowym |
|         | Koziniec    | Park dworski                                              |
|         | Krzywa      | Stodoła Krzywa nr 15                                      |
|         | Krzywa      | Park dworski                                              |

### Gmina Jaświły
| Zdjęcie | Miejscowość          | Nazwa                                               |
| ------- | -------------------- | --------------------------------------------------- |
|         | Bobrówka             | Wiatrak paltrak                                     |
|         | Brzozowa             | Cmentarz rzymskokatolicki                           |
|         | Brzozowa             | Budynek mieszkalno-gospodarczy nr 55 Brzozowa nr 55 |
|         | Brzozowa             | Budynek mieszkalno-gospodarczy nr 57 Brzozowa nr 57 |
|         | Brzozowa             | Budynek mieszkalno-gospodarczy nr 89 Brzozowa nr 89 |
|         | Brzozowa             | Budynek mieszkalno-gospodarczy nr 93 Brzozowa nr 93 |
|         | Brzozowa             | Obora w zagrodzie 93 Brzozowa nr 93                 |
|         | Brzozowa             | Stodoła w zagrodzie 93 Brzozowa nr 93               |
|         | Dolistowo Nowe       | Kapliczka pw. Najświętszej Marii Panny              |
|         | Dolistowo Nowe       | Kapliczka                                           |
|         | Dolistowo Nowe       | Kapliczka                                           |
|         | Dolistowo Nowe       | Piwnica nr 16 Dolistowo Nowe nr 16                  |
|         | Dolistowo Nowe       | Lamus w zagrodzie nr 43 Dolistowo Nowe nr 43        |
|         | Stare Dolistowo      | Cmentarz przykościelny                              |
|         | Stare Dolistowo      | Cmentarz rzymskokatolicki                           |
|         | Jadeszki             | Dwór ob. budynek mieszkalny                         |
|         | Jadeszki             | Obora dworska                                       |
|         | Jaświły              | Cmentarz rzymskokatolicki                           |
|         | Mikicin              | Zespół folwarczny                                   |
|         | Starowola            | Kapliczka                                           |
|         | Starowola            | Zespół folwarczny                                   |
|         | Starowola            | Dwór                                                |
|         | Starowola            | Chlew, ob. magazyn nr 6 Starowola nr 6              |
|         | Starowola            | Stajnia, ob. chlew w zespole folwarcznym            |
|         | Starowola            | Park dworski                                        |
|         | Stożnowo             | Park dworski                                        |
|         | Szpakowo             | Dom mieszkalny nr 20 Szpakowo nr 20                 |
|         | Uroczysko Tołkarzewo | Cmentarz – mogiła żołnierska                        |
|         | Zabiele              | Wiatrak holenderski                                 |
|         | Zabiele              | Wiatrak holenderski                                 |